# Exo Planet 2 – The Exo’luxion
Exo Planet #2 – The Exo'luxion (Eigenschreibweise: EXO PLANET #2 – The EXO'luXion) war die zweite Tournee der koreanisch-chinesischen Boyband Exo. Die Tournee begann am 7. März 2015 in Seoul und wurde im März 2016 ebenda beendet. Insgesamt besuchte Exo 39 Städte in Asien und fünf in Nordamerika. Die Tournee wurde von über 740.000 Menschen besucht.
Am 24. August erhob Tao eine Klage gegen SM Entertainment zur Beendigung seines Vertrags und die Tournee wurde ohne ihn weitergeführt.

## Hintergrund
Die Tournee wurde von SM Entertainment am 15. Januar 2015 angekündigt und begann mit vier Konzerten zwischen dem 7. und 15. März 2015 in der Olympic Gymnastics Arena. Der Vorverkauf begann Ende Januar 2015 und aufgrund des starken Andrang wurden aus den ursprünglichen vier Konzerten in Seoul, fünf.

## Setliste
Die Reihenfolge und Auswahl der Lieder können bei verschiedenen Konzerten teilweise abweichen. Die folgende Liste entspricht der des Konzertes in Tokio am 6. November 2015.
| Setliste |
| --- |
| Setliste 1. Opening VCR 2. Overdose Remix 3. History 4. El Dorado 5. Ment 1 6. Don't Go 7. Playboy 8. Baby Don't Cry 9. My Answer 10. VCR (My Turn To Cry) 11. The Star 12. Exodus 13. Hurt 14. Coffee VCR 15. Peter Pan 16. XOXO 17. Lucky 18. 3.6.5 19. Ment 2 20. Christmas Day 21. First Snow 22. Miracles in December 23. Full Moon 24. Machine Remix 25. Drop That (Japanese vers.) 26. Let Out The Beast Remix 27. Run Remix 28. VCR 29. Call Me Baby 30. Growl Remix + Dubstep Intro 31. Ment 3 32. Love Me Right (Japanese vers.) 33. VCR Encore 1. Promise 2. Ment 4 3. Angel 4. Ending Ment 5. Lightsaber Preview |

## Tourneedaten
| Datum              | Stadt         | Land                | Arena                                | Besucherzahl      | Einnahmen   |
| Asien              | Asien         | Asien               | Asien                                | Asien             | Asien       |
| ------------------ | ------------- | ------------------- | ------------------------------------ | ----------------- | ----------- |
| 7. März 2015       | Seoul         | Südkorea            | Olympic Gymnastics Arena             | 67.040 (100 %)    | $7.304.955  |
| 8. März 2015       | Seoul         | Südkorea            | Olympic Gymnastics Arena             | 67.040 (100 %)    | $7.304.955  |
| 13. März 2015      | Seoul         | Südkorea            | Olympic Gymnastics Arena             | 67.040 (100 %)    | $7.304.955  |
| 14. März 2015      | Seoul         | Südkorea            | Olympic Gymnastics Arena             | 67.040 (100 %)    | $7.304.955  |
| 15. März 2015      | Seoul         | Südkorea            | Olympic Gymnastics Arena             | 67.040 (100 %)    | $7.304.955  |
| 30. Mai 2015       | Shanghai      | Volksrepublik China | Mercedes-Benz Arena                  | 21.248 (100 %)    | $2.703.158  |
| 31. Mai 2015       | Shanghai      | Volksrepublik China | Mercedes-Benz Arena                  | 21.248 (100 %)    | $2.703.158  |
| 12. Juni 2015      | Taipeh        | Taiwan              | Taipei Arena                         | 23.180 (100 %)    | $2.891.568  |
| 13. Juni 2015      | Taipeh        | Taiwan              | Taipei Arena                         | 23.180 (100 %)    | $2.891.568  |
| 20. Juni 2015      | Bangkok       | Thailand            | Impact Arena                         | 27.476 (100 %)    | $3.403.074  |
| 21. Juni 2015      | Bangkok       | Thailand            | Impact Arena                         | 27.476 (100 %)    | $3.403.074  |
| 18. Juli 2015      | Peking        | Volksrepublik China | MasterCard Center                    | 23.512 (100 %)    | $2.993.100  |
| 19. Juli 2015      | Peking        | Volksrepublik China | MasterCard Center                    | 23.512 (100 %)    | $2.993.100  |
| 1. August 2015     | Chengdu       | Volksrepublik China | Chengdu Sports Centre Stadium        | 16.318 (100 %)    | $1.865.279  |
| 16. August 2015    | Lantau Island | Hongkong            | AsiaWorld-Arena                      | 27.308 (100 %)    | $3.532.241  |
| 17. August 2015    | Lantau Island | Hongkong            | AsiaWorld-Arena                      | 27.308 (100 %)    | $3.532.241  |
| 22. August 2015    | Xi’an         | Volksrepublik China | Shaanxi Province Stadium             | 13.759 (100 %)    | $1.572.032  |
| 12. September 2015 | Chongqing     | Volksrepublik China | Chongqing Olympic Sports Center      | 15.342 (100 %)    | $1.752.911  |
| 17. Oktober 2015   | Guangzhou     | Volksrepublik China | Guangzhou International Sports Arena | 12.373 (100 %)    | $1.571.432  |
| 31. Oktober 2015   | Fukuoka       | Japan               | Marine Messe Fukuoka                 | 23.896 (100 %)    | $2.680.025  |
| 1. November 2015   | Fukuoka       | Japan               | Marine Messe Fukuoka                 | 23.896 (100 %)    | $2.680.025  |
| 6. November 2015   | Tokio         | Japan               | Tokyo Dome                           | 147.382 (100 %)   | $12.689.900 |
| 7. November 2015   | Tokio         | Japan               | Tokyo Dome                           | 147.382 (100 %)   | $12.689.900 |
| 8. November 2015   | Tokio         | Japan               | Tokyo Dome                           | 147.382 (100 %)   | $12.689.900 |
| 13. November 2015  | Osaka         | Japan               | Osaka Dome                           | 134.830 (100 %)   | $11.609.370 |
| 14. November 2015  | Osaka         | Japan               | Osaka Dome                           | 134.830 (100 %)   | $11.609.370 |
| 15. November 2015  | Osaka         | Japan               | Osaka Dome                           | 134.830 (100 %)   | $11.609.370 |
| 21. November 2015  | Macau         | Macau               | Cotai Arena                          | 13.108 (100 %)    | $1.702.618  |
| 12. Dezember 2015  | Nanjing       | Volksrepublik China | Nanjing Olympic Sports Center        | 11.612 (100 %)    | $1.475.187  |
| 9. Januar 2016     | Kallang       | Singapur            | Singapore Indoor Stadium             | 16.344 (100 %)    | $2.209.904  |
| 10. Januar 2016    | Kallang       | Singapur            | Singapore Indoor Stadium             | 16.344 (100 %)    | $2.209.904  |
| 23. Januar 2016    | Manila        | Philippinen         | Mall of Asia Arena                   | 20.056 (100 %)    | $2.355.525  |
| 24. Januar 2016    | Manila        | Philippinen         | Mall of Asia Arena                   | 20.056 (100 %)    | $2.355.525  |
| Nordamerika        |               |                     |                                      |                   |             |
| 10. Februar 2016   | Dallas        | Vereinigte Staaten  | Verizon Theatre                      | 6.284 (99 %)      | $924.841    |
| 12. Februar 2016   | Vancouver     | Kanada              | Thunderbird Arena                    | 7.842 (97 %)      | $1.120.406  |
| 14. Februar 2016   | Los Angeles   | Vereinigte Staaten  | Los Angeles Memorial Sports Arena    | 12.998 (100 %)    | $1.991.469  |
| 19. Februar 2016   | Chicago       | Vereinigte Staaten  | Rosemont Theatre                     | 4.394 (100 %)     | $678.112    |
| 21. Februar 2016   | Newark        | Vereinigte Staaten  | Prudential Center                    | 9.919 (100 %)     | $1.418.705  |
| Asien              |               |                     |                                      |                   |             |
| 27. Februar 2016   | Jakarta       | Indonesien          | Indonesia Convention Exhibition      | 15.284 (100 %)    | $1.941.237  |
| 5. März 2016       | Dalian        | Volksrepublik China | Dalian Sports Center Stadium         | 15.702 (100 %)    | $1.790.928  |
| 12. März 2016      | Kuala Lumpur  | Malaysia            | Stadium Merdeka                      | 15.415 (100 %)    | $1.883.311  |
| 18. März 2016      | Seoul         | Südkorea            | Olympic Gymnastics Arena             | 42.165 (100 %)    | $4.683.664  |
| 19. März 2016      | Seoul         | Südkorea            | Olympic Gymnastics Arena             | 42.165 (100 %)    | $4.683.664  |
| 20. März 2016      | Seoul         | Südkorea            | Olympic Gymnastics Arena             | 42.165 (100 %)    | $4.683.664  |
| Insgesamt          | Insgesamt     | Insgesamt           | Insgesamt                            | 742.856 (99,48 %) | $81.279.361 |